# Nargus velox
Nargus velox é uma espécie de insetos coleópteros polífagos pertencente à família Leiodidae.
A autoridade científica da espécie é Spence, tendo sido descrita no ano de 1815.
Trata-se de uma espécie presente no território português.